# Simeon Hamilton
Simeon „Simi“ Hamilton (* 14. Mai 1987 in Aspen) ist ein ehemaliger US-amerikanischer Skilangläufer.

## Werdegang
Bis 2010 nahm Hamilton an Rennen des Nor-Am Cup und der US Super Tour teil. Sein Weltcupdebüt hatte er im Februar 2010 in Canmore, das er mit dem 28. Platz im Sprint beendete und damit auch Weltcuppunkte holte. Seine beste Platzierung bei den Olympischen Winterspielen 2010 in Vancouver war der 29. Platz im Sprint. Bei den US-amerikanischen Skilangmeisterschaften 2010 in Anchorage gewann er Gold im Sprint. Bei den nordischen Skiweltmeisterschaften 2011 in Oslo belegte er den 25. Platz im Sprint. Bei den US-amerikanischen Skilangmeisterschaften 2011 in Rumford gewann er Silber im Sprint. Im März 2012 konnte er in Drammen mit dem siebten Platz erstmals eine Top-Zehn-Platzierung im Weltcup erringen. Die Weltcupsaison 2011/12 beendete er auf dem 22. Platz der Sprintwertung. Bei den nordischen Skiweltmeisterschaften 2013 im Val di Fiemme erreichte er den 34. Platz im Sprint. Er nahm an der Tour de Ski 2013/2014 teil, die er aber nicht beendete. Dabei konnte er aber dem Sprintwettbewerb gewinnen. Seine besten Platzierungen bei den Olympischen Winterspielen 2014 in Sotschi waren der sechste Platz im Teamsprint der 27. Platz im Sprint. Die Saison 2013/14 beendete er auf dem 53. Platz in der Gesamtwertung und auf dem 20. Platz in der Sprintwertung. Bei den nordischen Skiweltmeisterschaften 2015 in Falun belegte er den 12. Platz im Sprint, den 11. Rang mit der Staffel und den siebten Platz zusammen Andrew Newell im Teamsprint. Nach Platz 68 bei der Nordic Opening in Ruka zu Beginn der Saison 2015/16, belegte er im Sprint in Toblach den dritten Platz. Im weiteren Saisonverlauf kam er bei Weltcupsprints achtmal in die Punkteränge. Zum Saisonende errang er bei der Sprintetappe der Ski Tour Canada, die er vorzeitig beendete, in Gatineau den dritten Platz und erreichte den 32. Platz im Gesamtweltcup und den zehnten Rang im Sprintweltcup. Zu Beginn der Saison 2016/17 siegte er beim Australia/New-Zealand-Cup in Snow Park über 10 km Freistil. Im weiteren Saisonverlauf gewann er beim Alpencup in Planica im Sprint und belegte beim Weltcup in Toblach den zweiten Platz im Sprint. Beim Saisonhöhepunkt den nordischen Skiweltmeisterschaften 2017 in Lahti kam er auf den 28. Platz im Sprint, auf den zehnten Rang mit der Staffel und auf den fünften Platz zusammen mit Erik Bjornsen im Teamsprint. Zum Saisonende belegte er beim Weltcup-Finale in Québec den 45. Platz und erreichte den 30. Platz im Gesamtweltcup und den neunten Rang im Sprintweltcup. Anfang September 2017 gewann er den Merino Muster. In der Saison 2017/18 kam er im Weltcup im Einzelsprint dreimal unter den ersten Zehn und belegte damit den 19. Platz im Sprintweltcup. Im Dezember 2017 siegte er im Sprint beim Alpencup in St. Ulrich am Pillersee. Bei den Olympischen Winterspielen 2018 in Pyeongchang lief er auf den 20. Platz im Sprint und zusammen mit Erik Bjornsen auf den sechsten Platz im Teamsprint.
In der Saison 2018/19 belegte Hamilton den 66. Platz beim Lillehammer Triple und den 26. Rang beim Weltcupfinale in Québec und errang zum Saisonende den 37. Platz im Gesamtweltcup und den 17. Platz im Sprintweltcup. Beim Saisonhöhepunkt, den Nordischen Skiweltmeisterschaften 2019 in Seefeld in Tirol, lief er auf den 34. Platz im 50-km-Massenstartrennen, auf den neunten Rang im Sprint und auf den achten Platz zusammen mit Erik Bjornsen im Teamsprint. Ende März 2019 siegte er im Sprint bei der US Super Tour in Presque Isle. Bei den Nordischen Skiweltmeisterschaften in Oberstdorf zwei Jahre später kam er auf den 31. Platz über 15 km Freistil, auf den 14. Rang zusammen mit Gus Schumacher im Teamsprint und auf den achten Platz mit der Staffel. Nach der Saison 2020/21 beendete er seine Karriere.

## Erfolge

### Etappensiege bei Weltcuprennen
| Nr. | Datum             | Ort         | Disziplin              | Rennen              |
| --- | ----------------- | ----------- | ---------------------- | ------------------- |
| 1.  | 31. Dezember 2013 | Lenzerheide | 1,5 km Sprint Freistil | Tour de Ski 2013/14 |

### Siege bei Continental-Cup-Rennen
| Nr. | Datum              | Ort                     | Disziplin                    | Serie                     |
| --- | ------------------ | ----------------------- | ---------------------------- | ------------------------- |
| 1.  | 2. Januar 2010     | Anchorage               | Sprint Freistil 1            | US Super Tour             |
| 2.  | 7. August 2010     | Snow Farm               | Sprint Freistil              | Australia/New Zealand Cup |
| 3.  | 29. März 2011      | Sun Valley              | 3,5 km Freistil              | US Super Tour             |
| 4.  | 24. März 2012      | Craftsbury              | 3 km Freistil                | US Super Tour             |
| 5.  | 11. September 2016 | Snow Farm               | 10 km Freistil               | Australia/New Zealand Cup |
| 6.  | 6. Januar 2017     | Planica                 | Sprint Freistil              | Alpencup                  |
| 7.  | 2. September 2017  | Snow Farm               | 42 km Freistil Massenstart 2 | Australia/New Zealand Cup |
| 8.  | 15. Dezember 2017  | St. Ulrich am Pillersee | Sprint Freistil              | Alpencup                  |
| 9.  | 29. März 2019      | Presque Isle            | Sprint Freistil              | US Super Tour             |

## Teilnahmen an Weltmeisterschaften und Olympischen Winterspielen

### Olympische Spiele
- 2010 Vancouver: 13. Platz Staffel, 29. Platz Sprint klassisch, 64. Platz 15 km Freistil
- 2014 Sotschi: 11. Platz Staffel, 27. Platz Sprint Freistil
- 2018 Pyeongchang: 6. Platz Teamsprint Freistil, 20. Platz Sprint klassisch

### Nordische Skiweltmeisterschaften
- 2011 Oslo: 25. Platz Sprint Freistil, 51. Platz 15 km klassisch
- 2013 Val di Fiemme: 34. Platz Sprint klassisch
- 2015 Falun: 7. Platz Teamsprint Freistil, 11. Platz Staffel, 12. Platz Sprint klassisch
- 2017 Lahti: 5. Platz Teamsprint klassisch, 10. Platz Staffel, 28. Platz Sprint Freistil
- 2019 Seefeld in Tirol: 8. Platz Teamsprint klassisch, 9. Platz Sprint Freistil, 34. Platz 50 km Freistil Massenstart
- 2021 Oberstdorf: 8. Platz Staffel, 14. Platz Teamsprint Freistil, 31. Platz 15 km Freistil

## Platzierungen im Weltcup

### Weltcup-Statistik
Die Tabelle zeigt die erreichten Platzierungen im Einzelnen.
- 1.–3. Platz: Anzahl der Podiumsplatzierungen
- Top 10: Anzahl der Platzierungen unter den ersten zehn
- Punkteränge: Anzahl der Platzierungen innerhalb der Punkteränge
- Starts: Anzahl gelaufener Rennen in der jeweiligen Disziplin
- Hinweis: Bei den Distanzrennen erfolgt die Einordnung gemäß FIS.

| Platzierung         | Distanzrennen a | Distanzrennen a | Distanzrennen a | Distanzrennen a | Distanzrennen a | Skiathlon Verfolgung | Sprint | Etappen- rennen b | Gesamt | Team   | Team    |
| Platzierung         | ≤ 5 km          | ≤ 10 km         | ≤ 15 km         | ≤ 30 km         | > 30 km         | Skiathlon Verfolgung | Sprint | Etappen- rennen b | Gesamt | Sprint | Staffel |
| ------------------- | --------------- | --------------- | --------------- | --------------- | --------------- | -------------------- | ------ | ----------------- | ------ | ------ | ------- |
| 1. Platz            |                 |                 |                 |                 |                 |                      | 1      |                   | 1      |        |         |
| 2. Platz            |                 |                 |                 |                 |                 |                      | 2      |                   | 2      |        |         |
| 3. Platz            |                 |                 |                 |                 |                 |                      | 1      |                   | 1      |        |         |
| Top 10              |                 |                 |                 |                 |                 | 1                    | 16     |                   | 17     | 5      | 3       |
| Punkteränge         | 1               |                 | 1               |                 |                 | 1                    | 60     | 1                 | 64     | 14     | 8       |
| Starts              | 3               | 8               | 23              | 2               | 3               | 15                   | 90     | 6                 | 150    | 14     | 8       |
| Stand: Karriereende |                 |                 |                 |                 |                 |                      |        |                   |        |        |         |

### Weltcup-Gesamtplatzierungen
| Saison  | Gesamt | Gesamt | Distanz | Distanz | Sprint | Sprint |
| Saison  | Punkte | Platz  | Punkte  | Platz   | Punkte | Platz  |
| ------- | ------ | ------ | ------- | ------- | ------ | ------ |
| 2009/10 | 3      | 176.   | –       | –       | 3      | 107.   |
| 2010/11 | 15     | 130.   | –       | –       | 15     | 79.    |
| 2011/12 | 100    | 62.    | –       | –       | 100    | 22.    |
| 2012/13 | 41     | 91.    | –       | –       | 41     | 46.    |
| 2013/14 | 116    | 54.    | –       | –       | 116    | 20.    |
| 2014/15 | 101    | 63.    | 5       | 88.     | 96     | 26.    |
| 2015/16 | 222    | 32.    | –       | –       | 222    | 10.    |
| 2016/17 | 200    | 30.    | –       | –       | 200    | 9.     |
| 2017/18 | 152    | 40.    | 22      | 73.     | 130    | 17.    |
| 2018/19 | 194    | 37.    | 40      | 57.     | 144    | 17.    |
| 2019/20 | 87     | 61.    | –       | –       | 87     | 24.    |
| 2020/21 | 103    | 51.    | –       | –       | 103    | 14.    |